# イルミナーティ (ガンダムシリーズ)
イルミナーティ（Illuminati）は、映像作品及びゲームソフト『G-SAVIOUR』に登場する架空の組織である。

## 概要
名前こそ知られていたが、実態については謎に包まれた組織。
最も一般的な噂としては、その成立は旧連邦時代末期であり、あるプライベートクラブに端を発しているという。しかし、一方では70年以上昔のサイド間紛争が頻発した時代にすでに存在していたという説も唱えられている。どちらにしろ、彼らが社会に深く根付いていることに間違いはない。 彼らの関係はごく一般的な良識に基づいた人間関係であり、結社のごとき戒律のようなものは存在しないらしい。

## 組織の目的
イルミナーティの目的は秩序の維持と不当な暴力への抵抗と言われている。
イルミナーティのメンバーは多種多様であり、学者や技術者もいれば軍人・退役軍人・ジャーナリスト・政治家なども多く加入しているらしい。常識で考えれば強権組織と化す危険性の大きな組織と言えるだろう。しかし彼らに覇権を求める意志はなく、イルミナーティはあくまでも相互扶助的性格を基盤とするものでなければメンバーの協力は得られないのだ。
ガイアの光事件でイルミーナティのモビルスーツ部隊がサイド8を救援したのも、サイド8が国家議会軍の不当な暴力に晒されたために過ぎない。逆に、サイド8が秩序に対し不穏な活動を行うことがあればイルミナーティは必ずその動きを阻止するだろう。
G-SAVIOURの世界状況はひどく不安定であり、セツルメント国家議会、セツルメント自由連盟、それら2大勢力に属さない小国家郡、この新しき世界秩序が安定にするにはまだまだ時間が必要である。しかしその安定を維持するには大地球主義者の台頭、食糧危機、国家議会と連盟の貿易問題など…、あまりにもその行動を阻害する要素が多い。このどれもが調停が難しい、微妙かつ複雑な問題である為、利害関係から外れた第三者組織のイルミナーティが世界のバランサーになっている。

## 主な所属人物
指導者や本拠地などを持たずに世界中の様々な組織にメンバーが浸透しているため、組織の実態を把握することは非常に難しく、当時の地球圏を治める二大勢力であるセツルメント国家議会及びセツルメント自由同盟双方とも強い繋がりを持つ。
各勢力の軍内部にも多くの協力者を持つため、特に紛争の調停においては彼らが主に可能な範囲でサポートを行うが、ライトニング部隊を始めとした自前の部隊と技術者集団セイバーチームより提供されたGセイバーを始めとする専用のモビルスーツを多数所持するなど、高い戦力を持っている。
- フィリッペ・サン・シモン
- ジョン・セイバー
- リード・フォックス
- アブナー・セイバー
- アサカ・フィールド
- ベン・ボルト

## 主な戦力

### モビルスーツ
- Gセイバー
- G2セイバー
- G3セイバー
- イリュージョン（Iセイバー）
- Jセイバー
- Fセイバー

### 艦船など
- ニンバス
- ライトニング